# Karl Spannagel
Karl Spannagel (* 27. November 1862 in Barmen (heute Stadtteil von Wuppertal); † 7. Oktober 1937 in Münster) war ein deutscher Historiker.

## Leben
Er war Sohn des gleichnamigen Vaters. Dieser war Kaufmann und Fabrikbesitzer und entstammte einer Reidemeisterfamilie. Die Mutter war Maria Auguste (geb. Karthaus).
Seit 1881 studierte Spannagel Geschichte in Genf, Berlin und schließlich in Bonn. Durch den Einfluss von Wilhelm Maurenbrecher wandte er sich der preußischen Geschichte und den historischen Hilfswissenschaften zu. Im Jahr 1885 promovierte er in Leipzig mit der Arbeit Die Geschichte des Heerwesens vom Beginn des 10. bis zum Ausgang des 12. Jahrhunderts. Er habilitierte 1887 mit der Arbeit Minden und Ravensberg unter brandenburgisch-preußischer Herrschaft von 1648 bis 1719. In der Folge war er Privatdozent in Berlin. Einer seiner Forschungsschwerpunkte war Konrad von Burgsdorff. Eine entsprechende Biographie legte er 1903 vor. Im Jahr 1897 wechselte er als außerordentlicher Professor für Mittlere und Neuere Geschichte mit dem Schwerpunkt der deutschen und preußischen Geschichte an die Akademie in Münster. Mit der Umgründung der Einrichtung in die Westfälische Wilhelms-Universität 1903 wurde Spannagel zum ordentlichen Professor ernannt. Er amtierte 1913/14 als Rektor. Im Jahr 1928 wurde er emeritiert. Von 1925 bis 1931 war er auch Universitätsarchivar. Er war seit 1898 Mitglied der Historischen Kommission für Westfalen. Dieser Vereinigung stand er zwischen 1925 und 1929 vor und wurde 1934 zum Ehrenmitglied ernannt.
Darüber hinaus war er auch politisch aktiv. Im Zusammenhang mit der Reichstagswahl von 1903 setzte er sich für die Gründung des Nationalen Wahlvereins als Bündnis der nationalliberalen und konservativen Parteien ein. Vergeblich kandidierte er selbst für den Reichstag. Zu Beginn des Ersten Weltkrieges trat er als Kriegsbefürworter und für ein akademisches gesellschaftliches Eliteverständnis auf. Im Jahr 1916 war er beratend daran beteiligt, im Zusammenhang mit der deutschen Besetzung Belgiens an der Universität Gent den flämischen Einfluss zu stärken.
Spannagel war Ehrenmitglied der Philologischen Verbindung Guestphalia Münster.

## Schriften (Auswahl)
- Minden und Ravensberg unter brandenburgisch-preußischer Herrschaft. Von 1648 bis 1719. Hannover 1894, Digitalisat.
- Konrad von Burgsdorff. Ein brandenburgischer Kriegs- und Staatsmann aus der Zeit der Kurfürsten Georg Wilhelm und Friedrich Wilhelm. Berlin 1903.